# الوکره
الوکره شهر مرکز شهرداری الوکره در کشور قطر است. الوکره از شرق به سواحل خلیج فارس محدود شده و پایتخت قطر، دوحه، در شمال این شهر واقع شده‌است. پیش از این الوکره روستای کوچک ماهیگیری و صید مروارید بود. در طول سالها، به یک شهر کوچک با جمعیت بیش از ۸۰۰۰۰ نفری تبدیل شد و در حال حاضر دومین شهر بزرگ قطر محسوب می‌شود.
از ابتدای قرن بیست و یکم، توسعه و رشد گسترده‌ای داشته‌است، در حالی که دائماً از سمت شمال مورد دست درازی از سوی دوحهٔ در حال گسترش نیز بوده‌است. نقاط عطف قابل توجه در تاریخ مدرن شهر عبارتند از پیشنهاد آن به عنوان یکی از شهرهای محل برگزاری جام جهانی جهانی قطر، افتتاحیه روستای میراث الوکره در سال ۲۰۱۶، پروژه جاده اصلی الوکره که قرار است در سال ۲۰۲۰ تکمیل شود، و اتصال به خط قرمز متروی دوحه است.

## علم اشتقاق لغات
نام شهر، از کلمه عربی «وکر» به معنی «لانه پرنده» گرفته شده‌است. به گفته وزارت شهرداری و محیط زیست، دلیل این نامگذاری وجود کوهی (به احتمال زیاد کوه الوکره) در نزدیکی آن بوده که لانه‌های چندین پرنده را در خود جای داده بود.

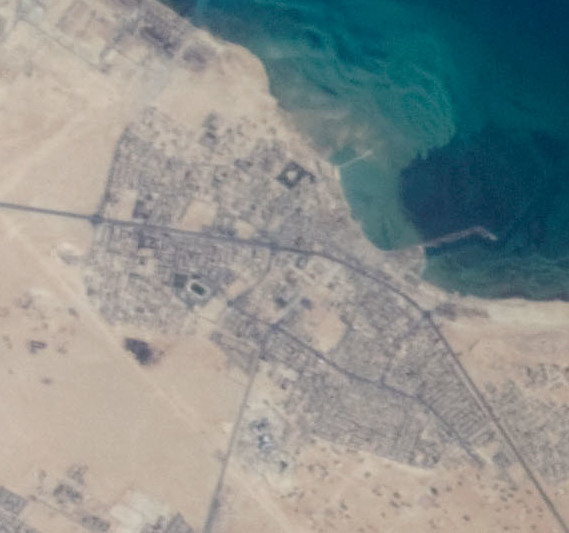
تصاویر ماهواره ای از الوکره در سال ۲۰۰۹.

## جغرافیا

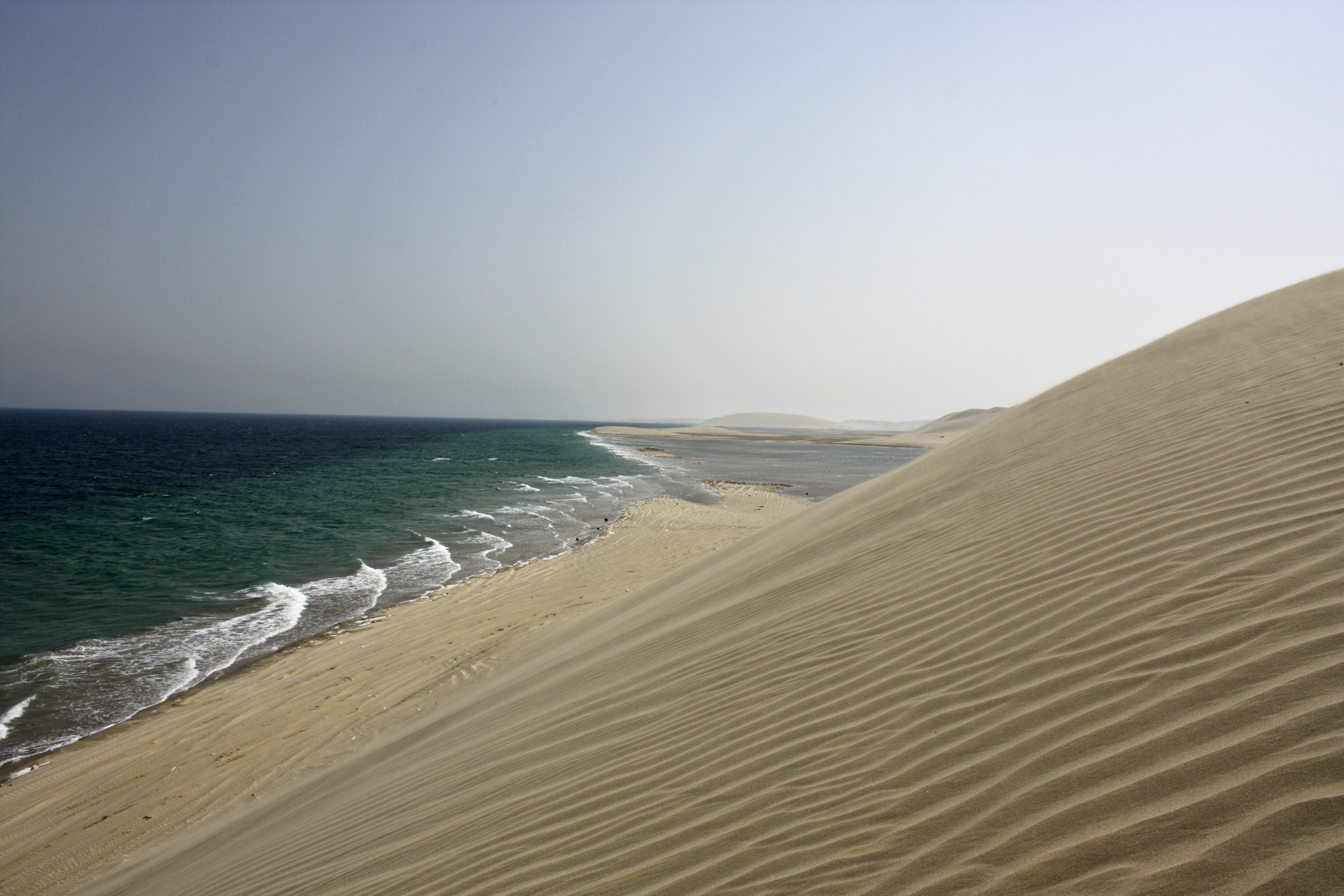
نمایش تپه‌های ماسه ای و خط ساحلی الاکره.

واقع شده در ساحل خلیج فارس، الوکره تقریباً در ۱۵ کیلومتری جنوب دوحه، ۷۲ کیلومتری جنوب الخور، ۲۱ کیلومتری شمال مسیعید، ۳۶ کیلومتری جنوب شرقی ام صلال محمد و در ۱۰۰ کیلومتری جنوب شرقی دوخان قرار دارد. تقریباً ۱۱۲ هکتار حرا در سواحل الوکره یافت می‌شود.
در بررسی انجام شده توسط اداره آمار قطر در آبهای نزدیک سواحل الوکره در سال ۲۰۱۰ مشخص شد که میانگین عمق آن ۲٫۲۵ متر (۷ فوت ۵ اینچ) و پی‌اچ آن به‌طور میانگین ۷٫۹۵ است. علاوه بر این، شوری آب آن ۴۹٫۱۴ psu، دمای میانگین ۲۲٫۷۸ درجه سانتیگراد و اکسیژن محلول ۶٫۶ میلیگرم بر لیتر بود.

### آب و هوا
مانند سایر شهرهای قطر، الوکره در ماه‌های ژانویه، فوریه، مارس، نوامبر و دسامبر دمای هوای معتدلی دارد. فصل تابستان از ماه آوریل شروع و تا نوامبر ادامه دارد. الوکره در ماه ژانویه، فوریه، مارس، آوریل، مه، ژوئن، ژوئیه و اوت، دوره خشکی دارد. به‌طور میانگین، گرمترین ماه ژوئیه است و خنک‌ترین ماه ژانویه است. جدول زیر کمینه، بیشینه و میانگین دما در الوکره را نشان می‌دهد.
| داده‌های اقلیم الوکره    | داده‌های اقلیم الوکره | داده‌های اقلیم الوکره | داده‌های اقلیم الوکره | داده‌های اقلیم الوکره | داده‌های اقلیم الوکره | داده‌های اقلیم الوکره | داده‌های اقلیم الوکره | داده‌های اقلیم الوکره | داده‌های اقلیم الوکره | داده‌های اقلیم الوکره | داده‌های اقلیم الوکره | داده‌های اقلیم الوکره | داده‌های اقلیم الوکره |
| ماه                     | ژانویه               | فوریه                | مارس                 | آوریل                | مه                   | ژوئن                 | ژوئیه                | اوت                  | سپتامبر              | اکتبر                | نوامبر               | دسامبر               | سال                  |
| ----------------------- | -------------------- | -------------------- | -------------------- | -------------------- | -------------------- | -------------------- | -------------------- | -------------------- | -------------------- | -------------------- | -------------------- | -------------------- | -------------------- |
| میانگین بیش‌ترین °C (°F) | ۲۲ (۷۲)              | ۲۳ (۷۳)              | ۲۷ (۸۱)              | ۳۲ (۹۰)              | ۳۸ (۱۰۰)             | ۴۱ (۱۰۶)             | ۴۲ (۱۰۸)             | ۴۱ (۱۰۶)             | ۳۹ (۱۰۲)             | ۳۵ (۹۵)              | ۳۰ (۸۶)              | ۲۴ (۷۵)              | ۳۲٫۸ (۹۱٫۲)          |
| میانگین کم‌ترین °C (°F)  | ۱۳ (۵۵)              | ۱۴ (۵۷)              | ۱۷ (۶۳)              | ۲۱ (۷۰)              | ۲۵ (۷۷)              | ۲۸ (۸۲)              | ۲۹ (۸۴)              | ۲۹ (۸۴)              | ۲۷ (۸۱)              | ۲۳ (۷۳)              | ۲۰ (۶۸)              | ۱۵ (۵۹)              | ۲۱٫۸ (۷۱٫۱)          |
| بارندگی میلی‌متر (اینچ)  | ۱۲٫۷ (۰٫۵)           | ۱۷٫۸ (۰٫۷)           | ۱۵٫۲ (۰٫۶)           | ۷٫۶ (۰٫۳)            | ۲٫۵ (۰٫۱)            | ۰ (۰)                | ۰ (۰)                | ۰ (۰)                | ۰ (۰)                | ۰ (۰)                | ۲٫۵ (۰٫۱)            | ۱۲٫۷ (۰٫۵)           | ۷۱ (۲٫۸)             |
| [ نیازمند منبع ]        |                      |                      |                      |                      |                      |                      |                      |                      |                      |                      |                      |                      |                      |

## جمعیت‌شناسی
طبق سرشماری سال ۲۰۱۰، ۷۹۴۵۷ نفر در این شهر زندگی می‌کردند که ۷۵٪ از آنها مرد و ۲۵٪ زن بودند. از مجموع ساکنین این شهر، ۸۱٪ بیست ساله یا پیرتر، و ۱۹٪ زیر ۲۰ سال سن داشتند. ۹۸٫۴٪ جمعیت شهر باسواد بودند. ۷۳٪ جمعیت شاغل بکار بودند. زنان ۱۲٪ از نیروی کار را تشکیل می‌دادند. بنابر سرشماری سال ۲۰۱۵ جمعیت این شهر ۸۷٬۹۷۰ نفر است.

## جاذبه‌ها

### سواحل عمومی

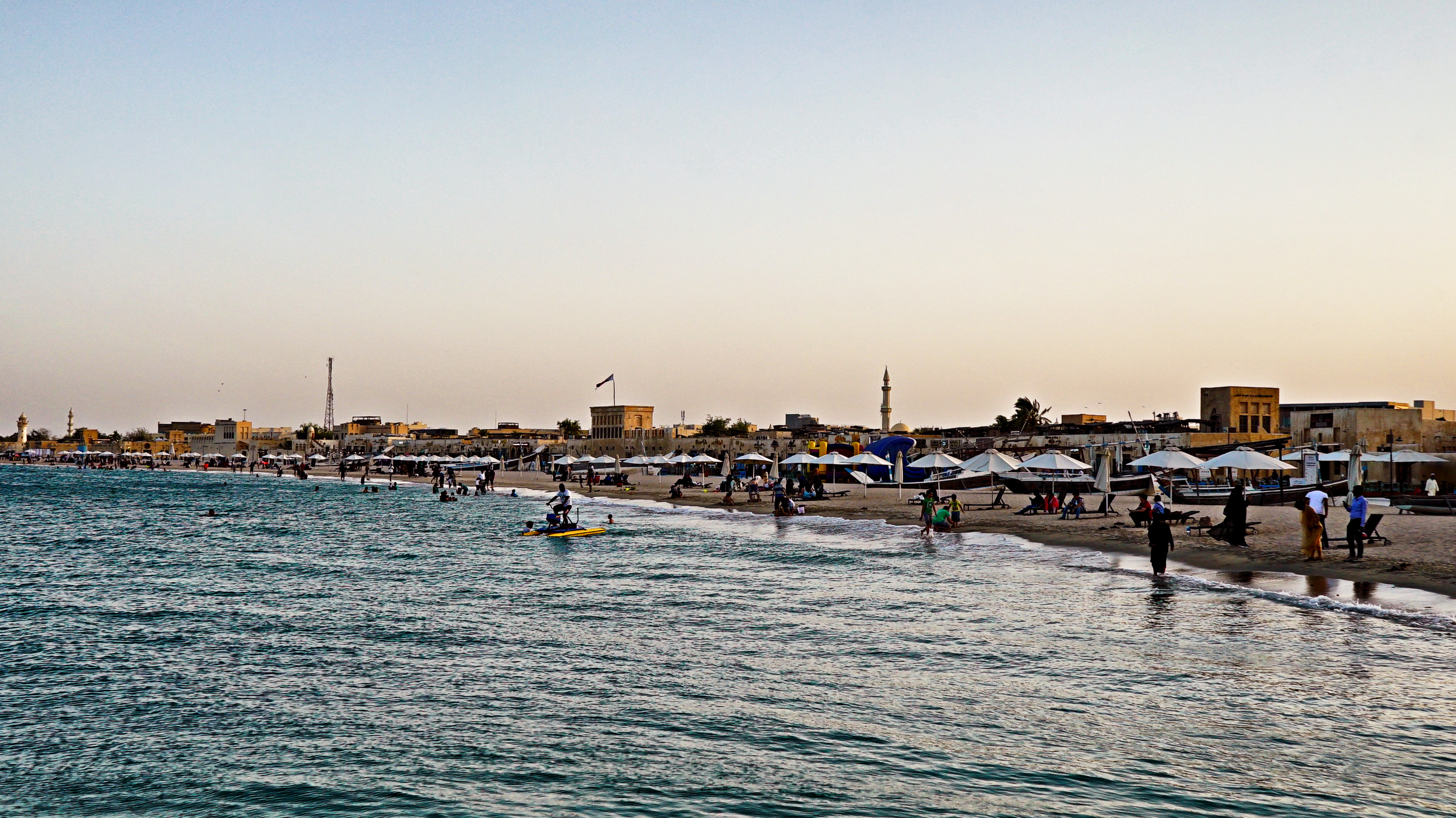
ساحل الوکره

دو ساحل عمومی اصلی در شهر وجود دارد، ساحل الوکره سوق و ساحل خانوادگی الوکره. آنها در فاصله چند دقیقه ای از یکدیگر قرار دارند. ساحل الوکره سوق در اواسط سال ۲۰۱۷ به عنوان یک ساحل خانوادگی که به ورزش‌های آبی خاصی نیز می‌پردازد به روی عموم باز شد. در ابتدا ساحل رایگان بود، اما این سیاست برای پرداخت هزینه برای فعالیت‌های خاص تجدید نظر شد. همچنین در ساحل یک زمین بازی بزرگ قرار دارد که در سال ۲۰۱۸ افتتاح شد. این زمین بازی نه تنها شامل وسایل بازی کودکان است بلکه دارای امکاناتی برای بازی فوتبال و والیبال نیز می‌باشد. ساحل خانوادگی الوکره یکی از محبوب‌ترین سواحل این کشور است. ساحل مسطح و دارای آب بسیار کم است. از جمله امکانات اینجا می‌توان به زمین بازی کودکان، چاله باربیکیو، پارکینگ، رختکن و چند آلاچیق اشاره کرد. همچنین فضایی برای بازی فوتبال و والیبال وجود دارد.

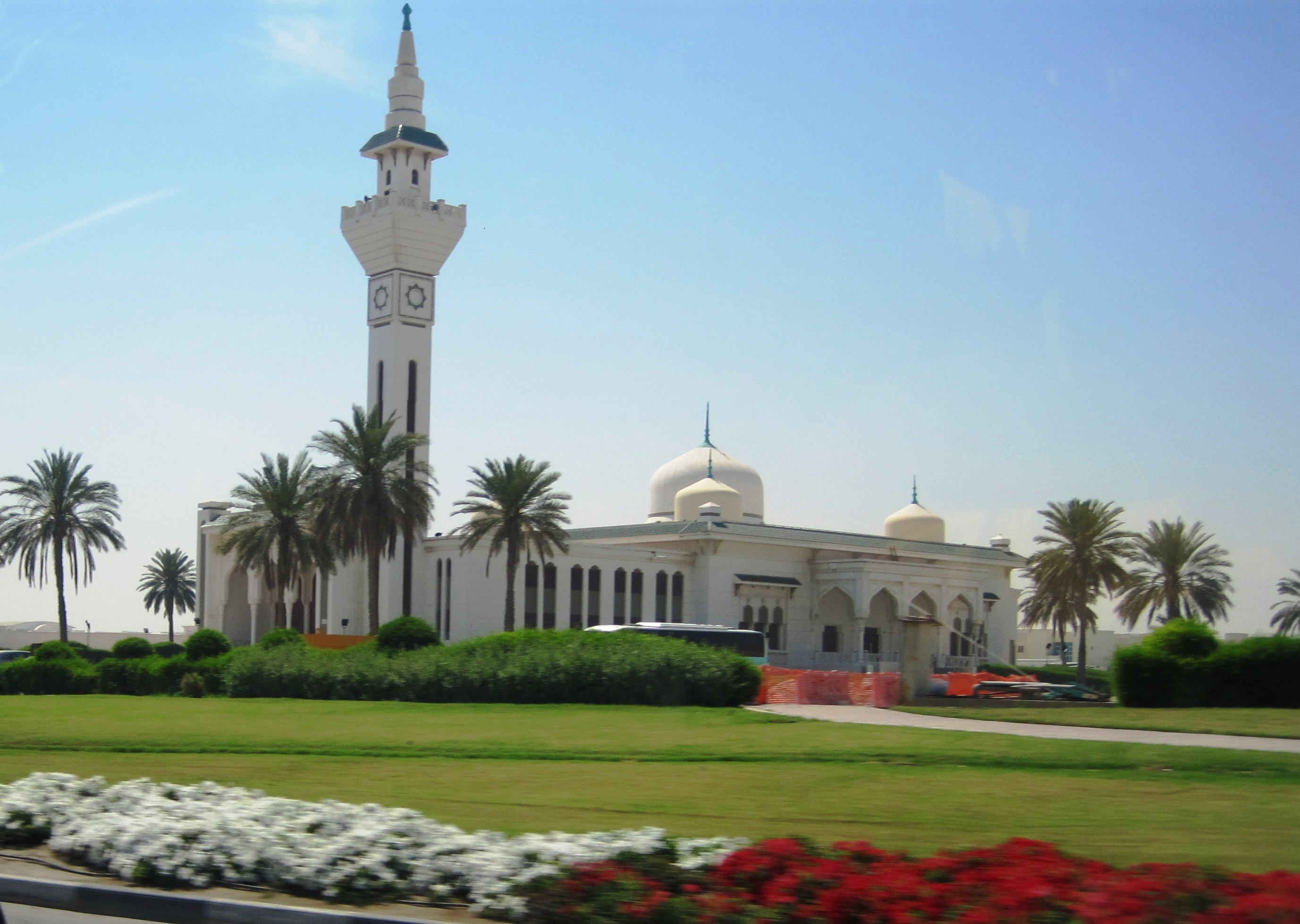
مسجد الوکره

### سوق واقف الوکره
سوق الوکره یا بازار قدیمی الوکره در سال ۲۰۱۴ افتتاح شد و مستقیماً در ساحل وکره قطر واقع شده‌است. ساختمان بازار آمیزه ای است بین گذشته و حال. این بازار با ویژگی‌های میراثی طراحی شده‌است. روش طراحی را سبک‌های ساختمان‌های سنتی قدیمی می‌دانند، زیرا خانه‌ها به گروه‌های اتاقی تقسیم می‌شوند که در حال حاضر بیشتر آن‌ها به صورت مغازه‌های تجاری هستند. این بازار به شکل خانه محبوب قدیمی در قطر طراحی شده‌است.گروهی از رستوران‌ها در امتداد ساحل وجود دارند و کشتی‌ها و قایق‌هایی با سبک روستایی قدیمی وجود دارند. هتل سوق الوکره به بازار متصل است و توسط گروه هتل‌های تیوولی اداره می‌شود.

## پزشکی و بهداشت

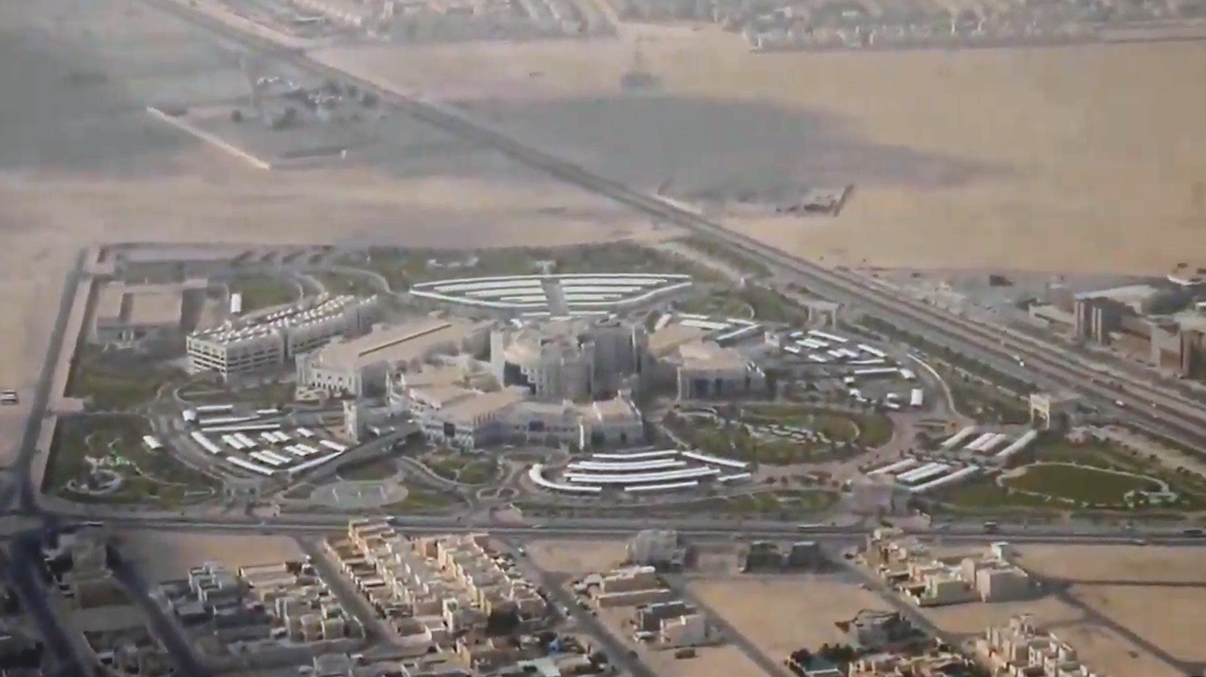
در سال ۲۰۱۴

بیمارستان الوکره، یکی از مجموعه‌های شرکت پزشکی حمد، در دسامبر ۲۰۱۲ افتتاح شد. این یک بیمارستان عمومی است که دارای ۳۲۵ تخت است و ۲۱۷ پزشک در آن کار می‌کنند. این سازه با ساختمان‌های مرتبط خود، مساحتی بیش از ۳۰۰۰۰۰ متر مربع را پوشش می‌دهد. این بیمارستان امکانات پزشکی و جراحی مدرن را برای بخش جنوبی قطر، که شامل شهرهای الوکره و مسعید است، فراهم می‌کند. این امکانات شامل بخش‌های جراحی، زنان و زایمان، زنان، دندان‌پزشکی، پوست و بخش‌های کودکان است. مرکز تخصصی دیابت نیز در دسامبر ۲۰۱۴ ایجاد شد.

## ورزش
الوکره دارای یک باشگاه چند ورزشی به نام باشگاه ورزشی الوکره است که تیم فوتبال آن در سطح برتر فوتبال قطر، لیگ ستارگان قطر رقابت می‌کند. زمین خانگی این باشگاه ورزشگاه سعود بن عبدالرحمن است که یک ورزشگاه چند منظوره است. این استادیوم گنجایش ۲۰۰۰۰ صندلی را دارد. این شهر در میزبانی جام جهانی فوتبال ۲۰۲۲ از طریق ورزشگاه الجنوب، که قبلاً به نام ورزشگاه الوکره شناخته می‌شد، که ظرفیت ۴۰۰۰۰ تماشاگر را دارد، ایفای نقش کرد. علاوه بر ورزشگاه، یک بازار، یک مدرسه، رستوران‌ها و پارک همگی در یک میدان مرکزی قرار خواهند گرفت. پس از پایان جام جهانی ۲۰۲۲، کنترل ورزشگاه به باشگاه ورزشی الوکره واگذار گشت و جایگزین ورزشگاه سعود بن عبدالرحمن شد. طراحی استادیوم، که توسط زها حدید طراحی شده‌است، به شکل بادبان‌های یک قایق است.

## تحولات

### پروژه توسعه الوکره
در سال ۲۰۰۸، مقامات شهرداری طرح جامع خود را برای توسعه الوکره منتشر کردند. برنامه‌های آینده باید به شدت بر سنت مرواریدسازی تاریخی شهر منعکس شود. گفته می‌شود که توسعه‌ها شامل یک اسکله عمومی مداوم، یک پارک آبی، یک زمین گلف، یک موزه دریایی، چندین هتل و یک مرکز فرهنگی است. این پروژه که پروژه توسعه الوکره نامیده شد، مرکز شهر جدید الوکره را به نمایش گذاشت که به هفت بخش تقسیم می‌شود.

## روابط بین‌المللی

### شهرهای دوقلو و شهرهای خواهرخوانده
الوکره با شهرهای زیر خواهرخوانده است:
- رامسر (۲۰۱۰)
- جگوو (۲۰۱۴)[۲۲]